# プライベイトレッスン
『プライベイトレッスン』（Private Lessons）は、1981年のアメリカ映画。
日本で1993年にSMAPの稲垣吾郎主演でリメイクされた。
本稿では1981年のオリジナル版に加え、日本で制作されたリメイク版についても併せて扱う。

## 概要
『エマニエル夫人』の世界的大ヒットで一躍有名女優となったシルビア・クリステルが、ハリウッドに招かれて撮ったお色気青春映画である。年上の魅力的な女性から愛の手ほどきを受けた少年の初体験と成長を描く。
DVD化に際し、『プライベート・レッスン』と改題され「性の課外授業」という副題がついた。4Kリマスター版のBlu-ray・DVD発売時に『プライベイトレッスン』の邦題に戻されている。

## あらすじ
ウブな中学生の少年フィリーの家に、ヨーロッパから来た三十路目前のマロウ（シルビア）がメイドとして雇われる。ある日、父親の出張でマロウと運転手のレスターと庭師だけが家に残る。異性に興味津々のお年頃のフィリーは、マロウの部屋を覗き見して、ばれてしまう。しかし、それがきっかけで性の手ほどきが始まる。

## キャスト
※括弧内は日本語吹替
- マロウ - シルビア・クリステル（MIE）
- フィリー - エリック・ブラウン（鴨治忠司）
- シャーマン - パトリック・ピッチニンニ（松永大）
- レスター - ハワード・ヘッセマン（青野武）
- コーチ - エド・ベグリー・Jr（井上真樹夫）

日本語吹替 - 初放送1982年10月30日 フジテレビ 『ゴールデン洋画劇場』

## スタッフ
- 監督：アラン・マイヤーソン
- 製作総指揮：ドン・エンライト
- 製作：R・ベン・エフレイム
- 原案・脚本：ダン・グリーンバーグ
- 撮影：ヤン・デ・ボン

## リメイク版
『プライベート・レッスン』のタイトルで日本・アメリカの合作映画として制作された。
シルビアに代わって手ほどきするのはイタリアの女優ジョアンナ・パクラで舞台は日本になっている。稲垣吾郎が出演していることもあり、アイドル映画的なつくりとなっている。また中居正広の映画デビュー作でもある(稲垣演じる主人公の友達役)。
オリジナル版主演のシルビア・クリステルは2008年に来日した際、バラエティー番組『SMAP×SMAP』に出演。これによりリメイク版で主人公を演じた稲垣吾郎との顔合わせが実現した。

### キャスト
- 佐藤健：稲垣吾郎
- ソフィ・モーガン：ジョアンナ・パクラ
- 金子浩二：中居正広
- 佐藤武史：夏木陽介
- 大場敏夫：ハナ肇
- クーパー先生：ステイシー・エドワーズ
- 薬屋の男：高田純次
- レストランのウェーター：ポール牧
- 大場建造：柄本明
- 植木職人・石井：岡本健一（ゲスト）

### スタッフ
- 監督・脚本：和泉聖治
- 脚本：笠井健夫、リチャード・コートニー
- 原案：ダン・グリーンバーグ
- 撮影：杉村博章
- 音楽：ジョーイ・カルボーン

主題歌・挿入歌
- 主題歌：「If You Give Your Heart」

唄：稲垣吾郎、作詞・作曲：J.Carbone - D.Belfield
- 挿入歌：「Ecstasy」

唄：ジョディ・ワトリー、作詞・作曲：T.Burrus - D.Morales - J.Watley